# Fontenelle (Wyoming)
Fontenelle é uma Região censo-designada localizada no estado norte-americano de Wyoming, no Condado de Lincoln.

## Demografia
Segundo o censo norte-americano de 2000, a sua população era de 19 habitantes.

## Geografia
De acordo com o United States Census Bureau tem uma área de
9,3 km², dos quais 8,9 km² cobertos por terra e 0,4 km² cobertos por água.

## Localidades na vizinhança
O diagrama seguinte representa as localidades num raio de 72 km ao redor de Fontenelle.